# Невтручання в громадянську війну в Іспанії
Під час громадянської війни в Іспанії кілька країн дотримувалися принципу невтручання, щоб уникнути будь-якої потенційної ескалації або можливого поширення війни на інші держави. Результатом цього стало підписання Угоди про невтручання в серпні 1936 року та створення Комітету з невтручання, який уперше зібрався у вересні того ж року. В основному організований французьким і британським урядами, Комітет також включав Радянський Союз, фашистську Італію та нацистську Німеччину. Зрештою комітет отримав підтримку 27 держав.
На початку 1937 року було запропоновано план контролю над надходженням матеріалів до країни, що фактично піддало Іспанську Республіку суворій міжнародній ізоляції та фактичному економічному ембарго.  Німецькі та італійські спостерігачі висміювали цей план, натомість відповідні держави  надавали рішучу та негайну підтримку фракції іспанських націоналістів.  Тема іноземних волонтерів також багато обговорювалася, але без конкретних результатів. Хоча угоди були підписані наприкінці війни, вони укладалися поза комітетом. Зусилля зупинити потік військових матеріалів до Іспанії були в основному безуспішними через іноземне втручання у громадянську війну в Іспанії, яке суттєво вплинуло на її результат. Німеччина, Італія та Радянський Союз послідовно порушували Угоду про невтручання, час від часу це робила Франція. Британія в основному залишалася вірною угоді.